# Événement de la Méditerranée orientale
L'événement de Méditerranée orientale est une détonation aérienne de forte énergie survenue le 6 juin 2002 au-dessus de la mer Méditerranée aux alentours de 34°N 21°E, entre la Libye et la Crète (Grèce). Cette détonation, de puissance similaire à celle créée par une petite bombe atomique, a été mise en relation avec un astéroïde qui n'avait pas été détecté pendant son approche de la Terre. L'objet s'est désintégré, et aucun débris n'a été retrouvé. Ayant explosé au-dessus de la mer (n'ayant donc pas atteint la surface d'un sol ferme), aucun cratère ne s'est formé.
L'événement s'est produit pendant la confrontation indo-pakistanaise de 2001-2002 et l'on s'est inquiété qu'une explosion similaire au-dessus des belligérants aurait pu déclencher une guerre nucléaire entre les deux pays, ce qui aurait dévasté les deux régions, en causant potentiellement plus de 10 millions de morts.